# Alexander Fleming
Alexander Fleming (Darvel, 6 augustus 1881 – Londen, 11 maart 1955) was een Schotse arts en microbioloog in het veld van de medische microbiologie die voor de ontdekking van penicilline een Nobelprijs heeft gekregen.

## Biografie
Fleming werd geboren op de boerderij Lochfield in Darvel in East Ayrshire, Schotland, als zoon van een boer. Nadat hij vier jaar bij een rederij had gewerkt studeerde hij van 1901 tot 1906 geneeskunde aan de St Mary's Hospital Medical School in Paddington. Van grote invloed op Flemings carrière was de Britse bacterioloog en immunoloog Almroth Wright, hoogleraar pathologie aan St Mary's. Na zijn afstuderen trad Fleming als assistent bij Wright in functie.
Na afloop van zijn studie bleef hij aan dat instituut verbonden. Tijdens de Eerste Wereldoorlog werkte hij als medisch officier in militaire ziekenhuizen, waar hij kennismaakte met door bacteriën geïnfecteerde wonden die met bestaande ontsmettingsmiddelen slecht behandelbaar waren. In 1921 werd hij bij St Mary's plaatsvervangend hoofd, en in 1946 directeur. In 1948 werd de naam veranderd in Wright-Fleming Institute. Van 1928 tot 1948 bekleedde hij de leerstoel voor bacteriologie aan de Universiteit van Londen.

## Werk
Flemings vroegste werk betrof Salvarsan, het door Paul Ehrlich ontdekte middel voor de behandeling van syfilis. Flemings vernieuwing was dat hij het medicijn intraveneus toediende aan patiënten – naar wat bleek de meest effectieve manier van toedienen. Omdat Fleming een van de weinige artsen in Londen was die Salvarsan toedienden, kreeg hij zo'n drukke praktijk dat hij de bijnaam 'soldaat 606' verwierf.
Gedurende de Eerste Wereldoorlog onderbrak Fleming zijn onderzoek aan St. Mary's tijdelijk en diende als kapitein bij de Royal Army geneeskundige troepen. Gestationeerd in Boulogne-sur-Mer was hij werkzaam in een onderzoekscentrum onder leiding van Wright. Samen deden ze onderzoek naar de werkzaamheid van ontsmettingsmiddelen op wondinfecties, een geaccepteerde behandeling in die tijd. Fleming zag echter dat ontsmettingsmiddelen meer kwaad dan goed deden omdat ze niet alleen niet alle bacteriën doodden, maar ook witte bloedcellen beschadigden, waardoor de infectie zich juist sneller verspreidde.
Na de oorlog ontdekte Fleming (samen met V.D. Allison) dat oogvocht de stof lysozym bevat, een biologisch molecuul dat chemische verbindingen in de celwand van bacteriën afbreekt waardoor ze openbarsten.
In september 1928 ontdekte Fleming eigenlijk bij toeval dat in de buurt van een bepaalde schimmel die per ongeluk bij een van zijn bacteriekolonies was gekomen geen bacteriën groeiden. Fleming maakte een filtraat van de schimmel en constateerde dat die vele soorten bacteriën kon doden, terwijl de proefdieren er geen merkbaar nadelige gevolgen van ondervonden. In een wetenschappelijke publicatie in 1929 noemde hij de stof penicilline, en veronderstelde dat het als geneesmiddel kon werken. De ontdekking van penicilline wordt als een voorbeeld van serendipiteit gezien.
Het daadwerkelijke gebruik van penicilline als geneesmiddel liet echter op zich wachten, omdat de stof zich moeilijk liet isoleren. Twee scheikundigen van de Oxforduniversiteit, Ernst Boris Chain en Howard Florey, slaagden in 1940 daar als eersten in. Hierna maakte penicilline een snelle opmars – mede vanwege de Tweede Wereldoorlog – en in 1945 deelden Fleming, Chain en Florey de Nobelprijs voor Geneeskunde "voor de ontdekking van penicilline en haar helende werking bij diverse infectieziekten". In zijn toespraak bij het ontvangen ervan voorspelde Fleming reeds het probleem van antibiotische resistentie: het punt waarop bacteriën resistentie zouden ontwikkelen tegen penicilline en andere antibiotica wegens overmatig gebruik.
Fleming kreeg ook andere vormen van eerbetoon voor zijn ontdekking. Zo werd hij in 1944 geridderd, zodat hij de titel "Sir" mocht voeren. Daarnaast ontving hij eredoctoraten van 12 Amerikaanse en Europese universiteiten, werd hij commandeur in het Franse Legioen van Eer en 'ererector' van de universiteit van Edinburgh.

## Persoonlijk
Fleming huwde in 1915 de Ierse verpleegster Sarah Marion McElroy; in 1924 kreeg het stel hun enig kind, zoon Robert, die net als zijn vader arts werd. Flemings gezondheid ging achteruit na Sarah's overlijden in 1949. In 1953 herstelde zijn gezondheid enigszins toen hij Amalia Koutsouri huwde, een bacteriologe en voormalig studente. Op 11 maart 1955, twee maanden na zijn pensionering, overleed Alexander Fleming in Londen aan een hartinfarct.

## Trivia
- Naar Alexander Fleming is een pioen(roos) vernoemd. Deze heeft een paarse kleur.

- Bibsys: 90158704
- Biblioteca Nacional de Chile: 000497364
- Biblioteca Nacional de España: XX876430
- Bibliothèque nationale de France: cb123502654 (data)
- Biografisch Portaal: 37623969
- Catàleg d'autoritats de noms i títols de Catalunya: 981058519902406706
- Gemeinsame Normdatei: 118533894
- International Standard Name Identifier: 0000 0001 0912 2782
- Library of Congress Control Number: n83228021
- Nationale Bibliotheek van Letland: 000034167
- MusicBrainz: 7ea4164f-5b84-4bec-9d50-e4426cd6e996
- Bibliotheek van het Japanse parlement: 00620666
- Nationale Bibliotheek van Tsjechië: nlk20000079338
- Nationale bibliotheek van Australië: 36558882
- Nationale Bibliotheek van Israël: 987007261145905171
- Nationale Bibliotheek van Polen: a0000001614806
- Nationale en Universitaire bibliotheek Zagreb: 000800325
- Nederlandse Thesaurus van Auteursnamen: 071023119
- Istituto Centrale per il Catalogo Unico: MILV112312
- LIBRIS: 187011
- SNAC: w6f872rz
- Système universitaire de documentation: 032480784
- Trove: 1291913
- Virtual International Authority File: 69004123
- WorldCat: E39PBJjmMmd4hvPwpJ3bDch4MP

1901: Behring · 
1902: Ross · 
1903: Finsen · 
1904: Pavlov · 
1905: Koch · 
1906: Golgi, Ramón y Cajal · 
1907: Laveran · 
1908: Mechnikov, Ehrlich · 
1909: Kocher · 
1910: Kossel · 
1911: Gullstrand · 
1912: Carrel · 
1913: Richet ·
1914: Bárány · 
1919: Bordet · 
1920: Krogh · 
1922: Hill, Meyerhof · 
1923: Banting, Macleod · 
1924: Einthoven ·
1926: Fibiger · 
1927: Wagner-Jauregg · 
1928: Nicolle · 
1929: Eijkman, Hopkins · 
1930: Landsteiner · 
1931: Warburg · 
1932: Sherrington, Adrian · 
1933: Morgan · 
1934: Whipple, Minot, Murphy · 
1935: Spemann · 
1936: Dale, Loewi · 
1937: Szent-Györgyi · 
1938: Heymans · 
1939: Domagk · 
1943: Dam, Doisy · 
1944: Erlanger, Gasser · 
1945: Fleming, Chain, Florey · 
1946: Muller · 
1947: C. Cori, G. Cori, Houssay · 
1948: Müller · 
1949: Hess, Moniz · 
1950: Kendall, Reichstein, Hench · 
1951: Theiler · 
1952: Waksman · 
1953: Krebs,Lipmann ·
1954: Enders, Weller, Robbins · 
1955: Theorell · 
1956: Cournand, Forssmann, Richards · 
1957: Bovet · 
1958: Beadle, Tatum, Lederberg · 
1959: Ochoa, Kornberg · 
1960: Burnet, Medawar · 
1961: Békésy · 
1962: Crick, Watson, Wilkins · 
1963: Eccles, Hodgkin, Huxley · 
1964: Bloch, Lynen · 
1965: Jacob, Lwoff, Monod · 
1966: Rous, Huggins · 
1967: Granit, Hartline, Wald · 
1968: Holley, Khorana, Nirenberg · 
1969: Delbrück, Hershey, Luria · 
1970: Katz, Euler, Axelrod · 
1971: Sutherland · 
1972: Edelman, Porter · 
1973: Frisch, Lorenz, Tinbergen · 
1974: Claude, De Duve, Palade · 
1975: Baltimore, Dulbecco, Temin ·
1976: Blumberg, Gajdusek · 
1977: Guillemin, Schally, Yalow · 
1978: Arber, Nathans, Smith · 
1979: Cormack, Hounsfield · 
1980: Benacerraf, Dausset, Snell · 
1981: Sperry, Hubel, Wiesel · 
1982: Bergström, Samuelsson, Vane · 
1983: McClintock · 
1984: Jerne, Köhler, Milstein · 
1985: Brown, Goldstein · 
1986: Cohen, Levi-Montalcini · 
1987: Tonegawa · 
1988: Black, Elion, Hitchings · 
1989: Bishop, Varmus · 
1990: Murray, Thomas · 
1991: Neher, Sakmann · 
1992: Fischer, Krebs · 
1993: Roberts, Sharp · 
1994: Gilman, Rodbell · 
1995: Lewis, Nüsslein-Volhard, Wieschaus · 
1996: Doherty, Zinkernagel · 
1997: Prusiner · 
1998: Furchgott, Ignarro, Murad · 
1999: Blobel · 
2000: Carlsson, Greengard, Kandel ·
2001: Hartwell, Hunt, Nurse · 
2002: Brenner, Horvitz, Sulston · 
2003: Lauterbur, Mansfield · 
2004: Axel, Buck · 
2005: Marshall, Warren ·
2006: Fire, Mello ·
2007: Capecchi, Smithies, Evans ·
2008: Zur Hausen, Barré–Sinoussi, Montagnier ·
2009: Blackburn, Greider, Szostak ·
2010: Edwards ·
2011: Beutler, Hoffmann, Steinman ·
2012: Gurdon, Yamanaka ·
2013: Rothman, Schekman, Südhof ·
2014: O'Keefe, Moser, Moser ·
2015: Campbell, Omura, Tu ·
2016: Osumi ·
2017: Hall, Rosbash, Young ·
2018: Allison, Honjo ·
2019: Kaelin, Ratcliffe, Semenza ·
2020: Alter, Houghton, Rice ·
2021: Julius, Patapoutian ·
2022: Pääbo ·
2023: Karikó, Weissman ·
2024: Ambros, Ruvkun